# ジョージ・ユール
ジョージ・ユール（George Yule、1947年3月20日 - ）はスコットランド系アメリカ人の言語学者。語用論と談話分析の研究で知られている。

## 来歴
ジョージ・ユールは1947年にスコットランドのスターリングで生まれ、2000年にアメリカ市民になった。現在はハワイに居住している。エジンバラ大学で学び、1969年には英語と文学の修士号を取得した。1978年に応用言語学で、1981年に言語学で博士号を取得。初期のキャリアでは、カナダ、ジャマイカ、サウジアラビア、スコットランドで英語を教えていた。博士号を取得した後、エジンバラ大学、ミネソタ大学、ルイジアナ州立大学、ハワイ大学で言語学と応用言語学を教えた。専門分野は談話分析 (Brown and Yule, 1983a; Overstreet and Yule, 2021) と語用論 (Yule, 1979; 1996)である。また、タスクベースの言語教育(Brown and Yule, 1983b; Brown, Anderson, Shillcock and Yule, 1984; Tarone and Yule, 1989; Yule, 1997)および英文法 (Yule, 1998; 2006/2019)に関する研究と出版を行った。彼の最も有名な作品は、言語に関する入門教科書である（Yule、1985/2020）    。

## 主著
- Brown, G. and G. Yule (1983a) Discourse Analysis Cambridge University Press
- Brown, G. and G. Yule (1983b) Teaching the Spoken Language Cambridge University Press
- Brown, G., A. Anderson, R. Shillcock and G. Yule (1984) Teaching Talk: Strategies for Production and Assessment Cambridge University Press
- Overstreet, M. and G. Yule (2021) General Extenders The Forms and Functions of a New Linguistic Category Cambridge University Press
- Tarone, E. and G. Yule (1989) Focus on the Language Learner Oxford University Press
- Yule, G. (1979) Pragmatically controlled anaphora Lingua 49: 127-35
- Yule, G. (1985/2020) The Study of Language (1st/7th editions) Cambridge University Press
- Yule, G. (1996) Pragmatics Oxford University Press
- Yule, G. (1997) Referential Communication Tasks Lawrence Erlbaum
- Yule, G. (1998) Explaining English Grammar Oxford University Press
- Yule, G. (2006/2019) Oxford Practice Grammar Advanced (1st/Revised editions) Oxford University Press